# Янтимиров, Булат Янбулатович
Була́т Янбула́тович Янтими́ров (1915, дер. Верхний Ингал, Ялуторовский уезд, Тобольской губернии, Российская империя — 26 июня 1944, окрестности дер. Шарипино, Бешенковичский район, Витебская область, Белорусская ССР, СССР) — участник Советско-финской и Великой Отечественной войн, заместитель командира батальона 938-го стрелкового полка 306-й стрелковой дивизии 43-й армии 1-го Прибалтийского фронта, Герой Советского Союза, капитан.

## Биография
Родился в крестьянской семье, татарин. Окончил Тюменское педагогическое училище, работал учителем.
В 1937—1940 годах проходил срочную службу в рядах Красной Армии. Участник советско-финской войны 1939—1940 годов. Вторично призван в июне 1941 года. Окончил Тюменское военное пехотное училище в 1941 году. В боях Великой Отечественной войны с марта 1942 года. Член ВКП(б) с 1943 года.
24 июня 1944 года заместитель командира стрелкового батальона по строевой части капитан Б. Янтимиров возглавил десант, первым с группой бойцов форсировал Западную Двину и, организовав атаку, захватил вражеские траншеи. Лично уничтожил 11 гитлеровцев и два ручных пулемёта. Воспользовавшись этим успехом, батальон переправился через реку с незначительными потерями.
26 июня 1944 года в бою за деревню Шарыпино Бешенковичского района Витебской области в ходе атаки был смертельно ранен. Истекая кровью,  продолжал стрелять по врагу. Похоронен в деревне Санники Бешенковичского района.
Указом Президиума Верховного Совета СССР от 22 июля 1944 года за образцовое выполнение боевых заданий командования и проявленные при этом мужество и героизм капитану Булату Янбулатовичу Янтимирову посмертно присвоено звание Героя Советского Союза.

## Награды
- Медаль «Золотая Звезда» Героя Советского Союза;
- орден Ленина;
- орден Красной Звезды;
- медали.

## Память
- Именем Б.Я. Янтимирова названы улицы в г. Тюмени, посёлке Бешенковичи, сёлах Упорово, Исетское, Верхний Ингал.